# Podadera (Málaga)
Podadera es un barrio perteneciente al distrito Este de la ciudad andaluza de Málaga, España. Está situado en la periferia de la ciudad, al norte de la ronda de circunvalación este y junto al Arroyo Gálica. Limita al sur con el barrio de Finca El Candado y está rodeado por terrenos no urbanizados por el resto de sus lados, aunque en la zona este está proyectada la creación del barrio de Camino de Olías.

## Transporte
Está conectado mediante las siguientes líneas de la EMT: 
| Línea | Trayecto           | Recorrido | Frecuencia |
| ----- | ------------------ | --------- | ---------- |
| 29    | Jarazmín - El Palo | Recorrido | 60 minutos |